# Monthureux-le-Sec
Pour l’article homonyme, voir Monthureux-sur-Saône.
Monthureux-le-Sec est une commune française située dans le département des Vosges en région Grand Est.
Ses habitants sont appelés les Monthécursiens.

## Géographie

### Localisation
L'intersection des trois bassins versants du Rhône, de la Meuse et du Rhin se trouve dans la commune.

### Géologie et relief
Au nord, on trouve le col du Poirier.
La limite entre le Haut Plateau et la Vôge Saônoise est marquée par un coteau continu entre les bourgs de Sérécourt et Monthureux-le-Sec.

### Sismicité
Commune située dans une zone 2 de sismicité faible.
| Haréville       | Remoncourt        | Esley    |
| Valleroy-le-Sec | Monthureux-le-Sec |          |
| Thuillières     |                   | Senonges |

### Hydrographie et les eaux souterraines
Hydrogéologie et climatologie : Système d’information pour la gestion des eaux souterraines du bassin Rhin-Meuse :
Territoire communal : Occupation du sol (Corinne Land Cover); Cours d'eau (BD Carthage),
Géologie : Carte géologique; Coupes géologiques et techniques,
 Hydrogéologie : Masses d'eau souterraine; BD Lisa; Cartes piézométriques.

#### Réseau hydrographique
La commune est située pour partie dans le bassin versant du Rhin et le bassin versant de la Meuse au sein du bassin Rhin-Meuse et pour partie dans le bassin versant de la Meuse au sein du bassin Rhin-Meuse. Elle est drainée par le ruisseau d'Esley et le ruisseau du Moulin,.

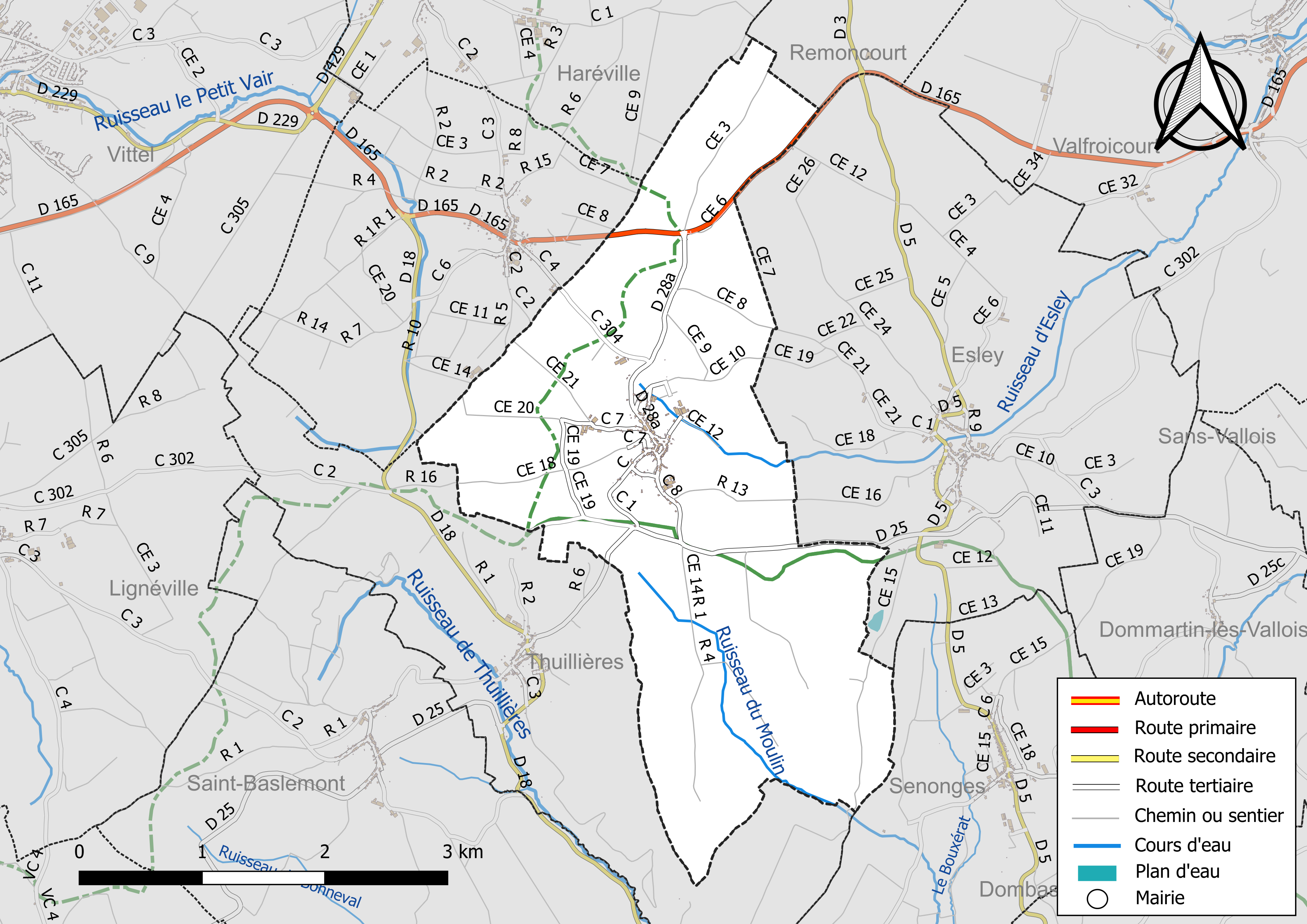
Réseaux hydrographique et routier de Monthureux-le-Sec.

#### Gestion et qualité des eaux
Le territoire communal est couvert par le schéma d'aménagement et de gestion des eaux (SAGE) « Nappe des Grès du Trias Inférieur ». Ce document de planification, dont le territoire comprend le périmètre de la zone de répartition des eaux de la nappe des Grès du trias inférieur (GTI), d'une superficie de 1 497 km2,  est en cours d'élaboration. L’objectif poursuivi est de stabiliser les niveaux piézométriques de la nappe des GTI et atteindre l'équilibre entre les prélèvements et la capacité de recharge de la nappe. Il doit être cohérent avec les objectifs de qualité définis dans les SDAGE Rhin-Meuse et Rhône-Méditerranée. La structure porteuse de l'élaboration et de la mise en œuvre est le conseil départemental des Vosges.
La qualité des eaux de baignade et des cours d’eau peut être consultée sur un site dédié géré par les agences de l’eau et l’Agence française pour la biodiversité.

### Climat
Pour des articles plus généraux, voir Climat du Grand Est et Climat des Vosges.
En 2010, le climat de la commune est de type climat de montagne, selon une étude du Centre national de la recherche scientifique s'appuyant sur une série de données couvrant la période 1971-2000. En 2020, Météo-France publie une typologie des climats de la France métropolitaine dans laquelle la commune est dans une zone de transition entre le climat océanique altéré et le climat océanique altéré et est dans la région climatique  Lorraine, plateau de Langres, Morvan, caractérisée par un hiver rude (1,5 °C), des vents modérés et des brouillards fréquents en automne et hiver. 
Pour la période 1971-2000, la température annuelle moyenne est de 9,5 °C, avec une amplitude thermique annuelle de 17 °C. Le cumul annuel moyen de précipitations est de 987 mm, avec 13,2 jours de précipitations en janvier et 9,7 jours en juillet. Pour la période 1991-2020, la température moyenne annuelle observée sur la station météorologique de Météo-France la plus proche, « Lignéville », sur la commune de Lignéville à 6 km à vol d'oiseau, est de 10,3 °C et le cumul annuel moyen de précipitations est de 856,3 mm. 
La température maximale relevée sur cette station est de 38,7 °C, atteinte le 25 juillet 2019 ; la température minimale est de −17,5 °C, atteinte le 20 décembre 2009,,. 
Les paramètres climatiques de la commune ont été estimés pour le milieu du siècle (2041-2070) selon différents scénarios d'émission de gaz à effet de serre à partir des nouvelles projections climatiques de référence DRIAS-2020. Ils sont consultables sur un site dédié publié par Météo-France en novembre 2022.

## Urbanisme

### Typologie
Au 1er janvier 2024, Monthureux-le-Sec est catégorisée commune rurale à habitat dispersé, selon la nouvelle grille communale de densité à sept niveaux définie par l'Insee en 2022.
Elle est située hors unité urbaine. Par ailleurs la commune fait partie de l'aire d'attraction de Vittel - Contrexéville, dont elle est une commune de la couronne,. Cette aire, qui regroupe 72 communes, est catégorisée dans les aires de moins de 50 000 habitants,.

### Occupation des sols
L'occupation des sols de la commune, telle qu'elle ressort de la base de données européenne d’occupation biophysique des sols Corine Land Cover (CLC), est marquée par l'importance des territoires agricoles (70 % en 2018), en diminution par rapport à 1990 (73,6 %). La répartition détaillée en 2018 est la suivante : 
terres arables (49,6 %), forêts (26,4 %), prairies (20,4 %), zones urbanisées (3,6 %). L'évolution de l’occupation des sols de la commune et de ses infrastructures peut être observée sur les différentes représentations cartographiques du territoire : la carte de Cassini (XVIIIe siècle), la carte d'état-major (1820-1866) et les cartes ou photos aériennes de l'IGN pour la période actuelle (1950 à aujourd'hui).

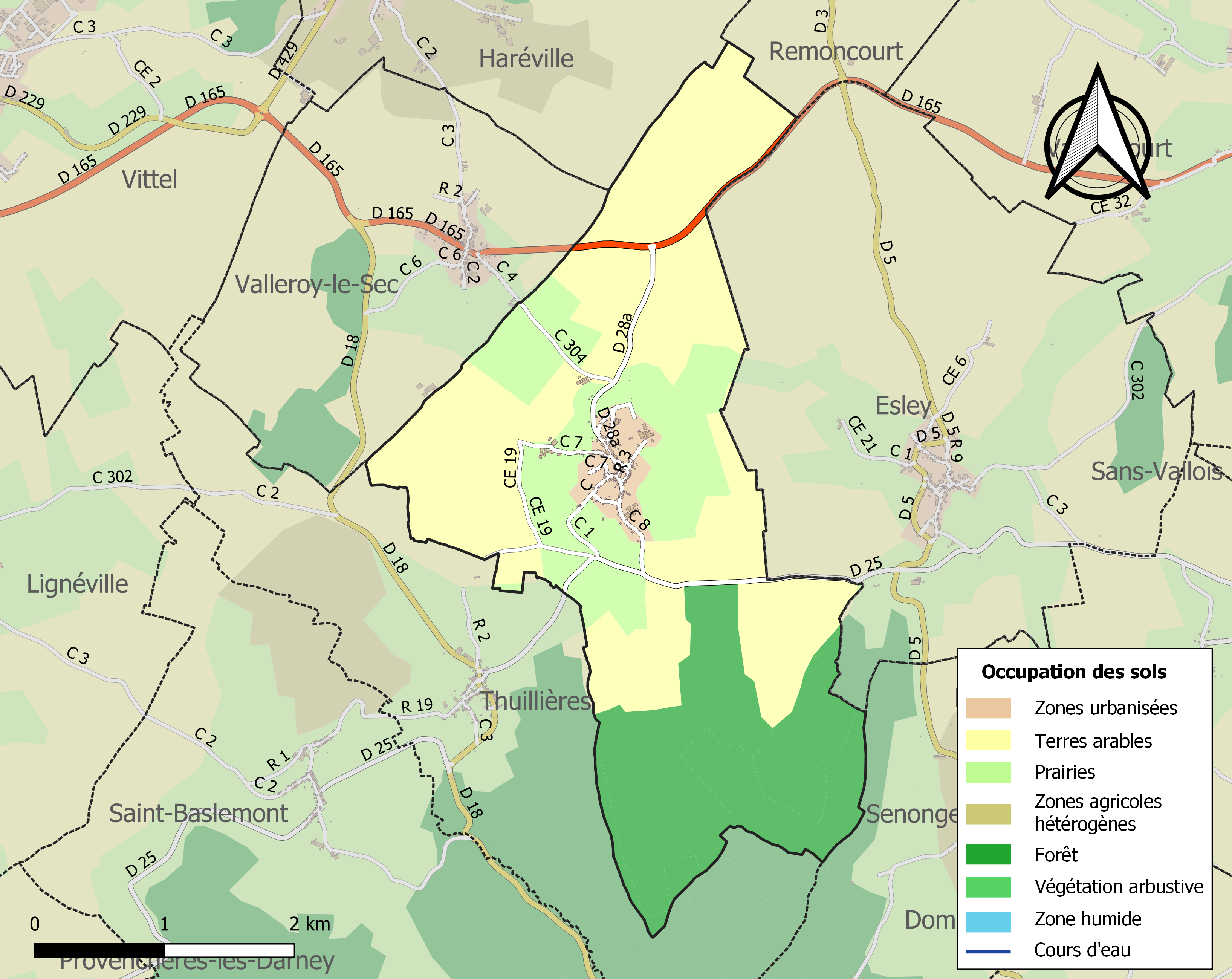
Carte des infrastructures et de l'occupation des sols de la commune en 2018 (CLC).

## Toponymie
Le nom de la localité est attesté sous les formes Mosterui (1176) ; Montreuil le Sec (1222) ; Mosturuel (1222) ; Dominus de Monstreolo sicco (1260) ; Mostarellosac (1262) ; Mosteruel lou Sac (1280) ; Mosteruel le Sac (1281) ; Monstirel, Monstiruel lou Sec (1288) ; Mosturuel lo Sac (1289) ; Th. de Mostirul (XIIIe siècle) ; T., m. de Mosterul, T., miles de Mosteruil (XIIIe siècle) ; Curato de Monsteruel le Sec (1304) ; Monstereul le Sec (1323) ; Monsteruel lou Sac (1328) ; Monsturuel (1331) ; De Monsterello Sicco (1402) ; Monstureul le Sec (1477) ; Montereul le Sec (1501) ; Monstreul (1509) ; Montureu (1554) ; Montreux le Sei (XVIe siècle) ; Monsteux le Sec (1613) ; Montereau le Secq (1656) ; Montreux le Sec (1694) ; Montureux le Secq (1706) ; Montureux le Sec, Mons Petrosus ou Siccus (1768).

Le nom de Monasteriolum (« petit monastère, église ») n'est pas attesté avant la fin du IXe et début du Xe siècle. La christianisation allant bon train, chaque village a bâti qui sa chapelle, qui son église et les curés comme les moines qu’il fallut loger. On construisit pour cela un peu partout de petits édifices qu’on appela, en latin ecclésiastique bien sûr, monasteriolum et parfois monasterellum ou encore monastellum. Le temps passant, ces mots ont parfois fini par désigner une simple dépendance d’un monastère, voire une simple chapelle ou une petite église. C’est de ces petits monastères-là, qui ont laissé leur nom au lieu où ils s’élevaient.

## Histoire
La plus ancienne mention de Monthureux remonte à 1176 et dès 1209 un accord de vassalité est formalisé entre Simon de Passavant (seigneur de Passavant, de Monthureux et de Montigny), et Blanche de Navarre (comtesse et régente de Champagne). Il existait, au XIVe siècle des seigneurs de Monthureux-le-Sec, Jean et Simonin de Monstreuil sont cités dans les titres de 1316 et 1328. 
Au XVIIIe siècle, la seigneurie appartenait en partie au seigneur du château de Grésil, en partie à la baronnie de Thuillières.

## Lieux et monuments

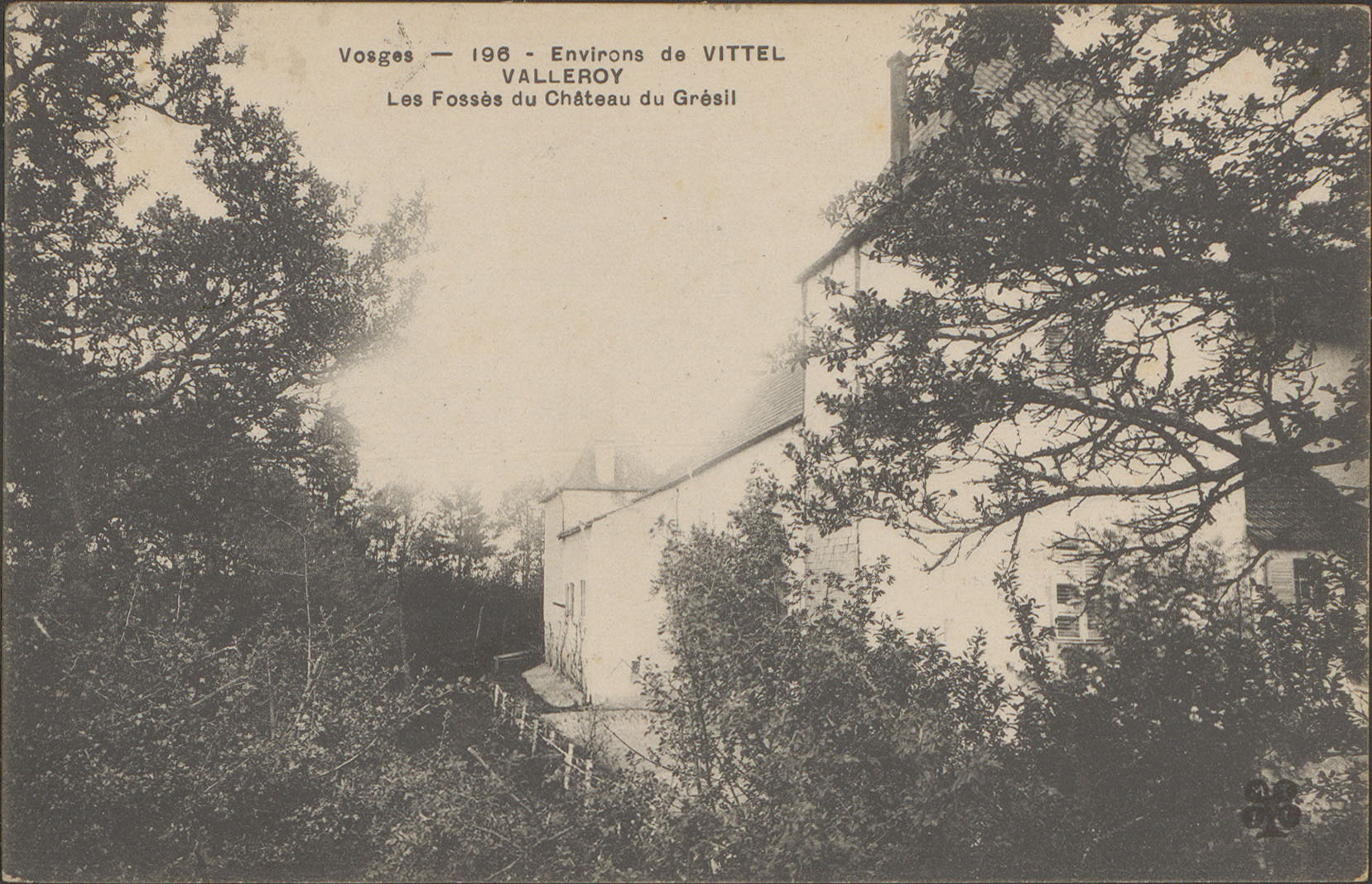
Fossés du château du Grésil.
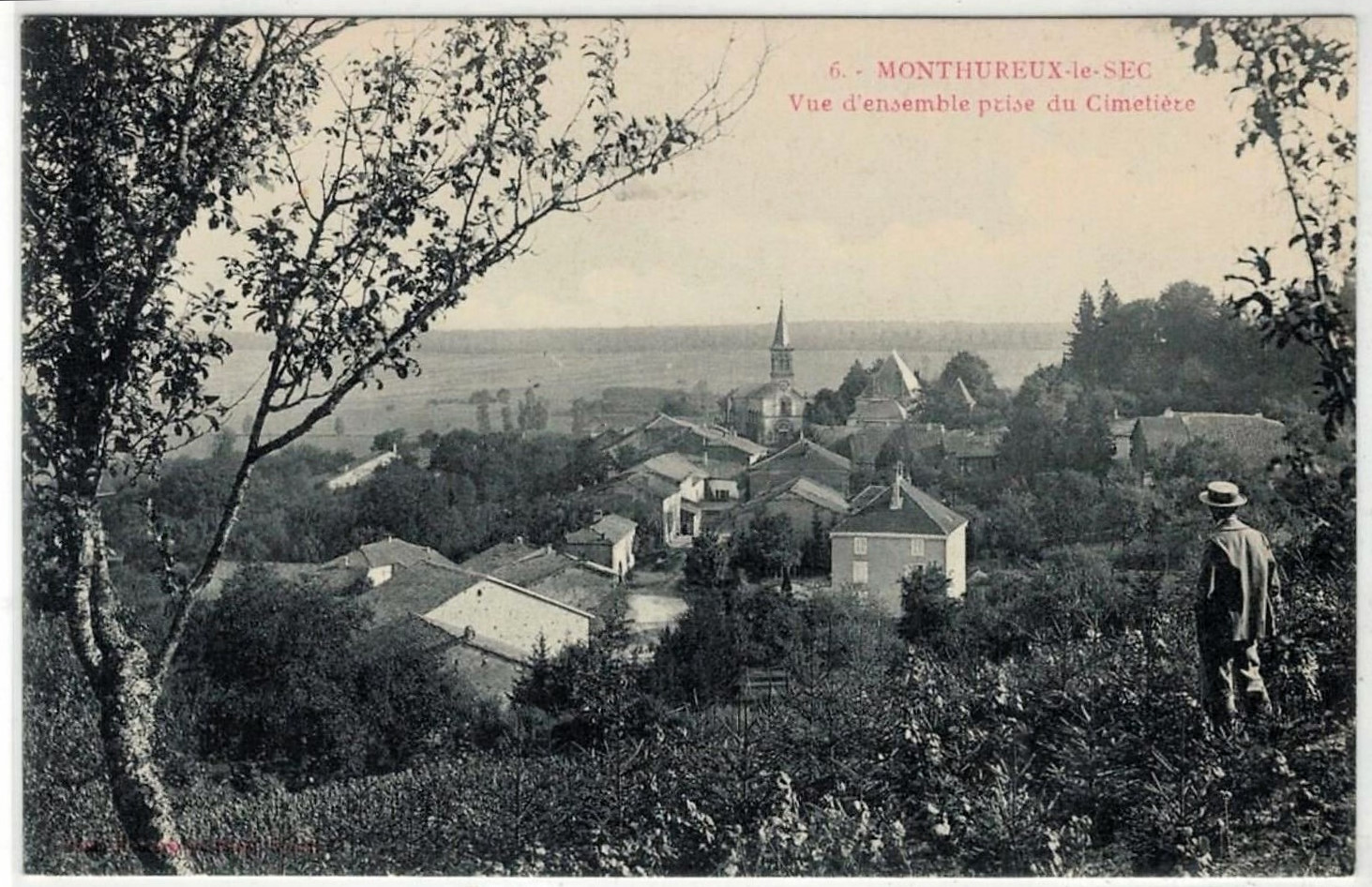
Vue localité.
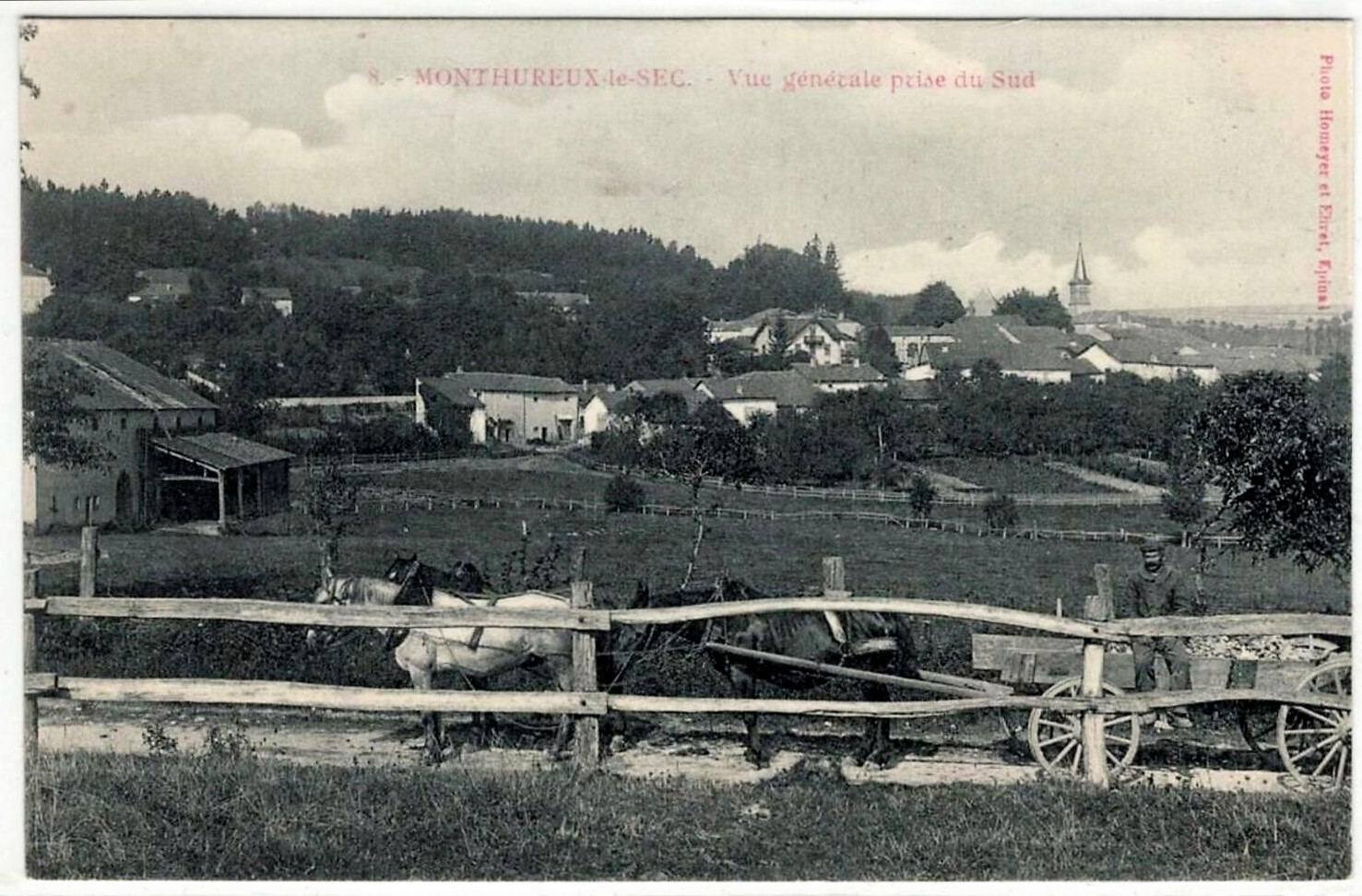
Au début du XX° siècle.

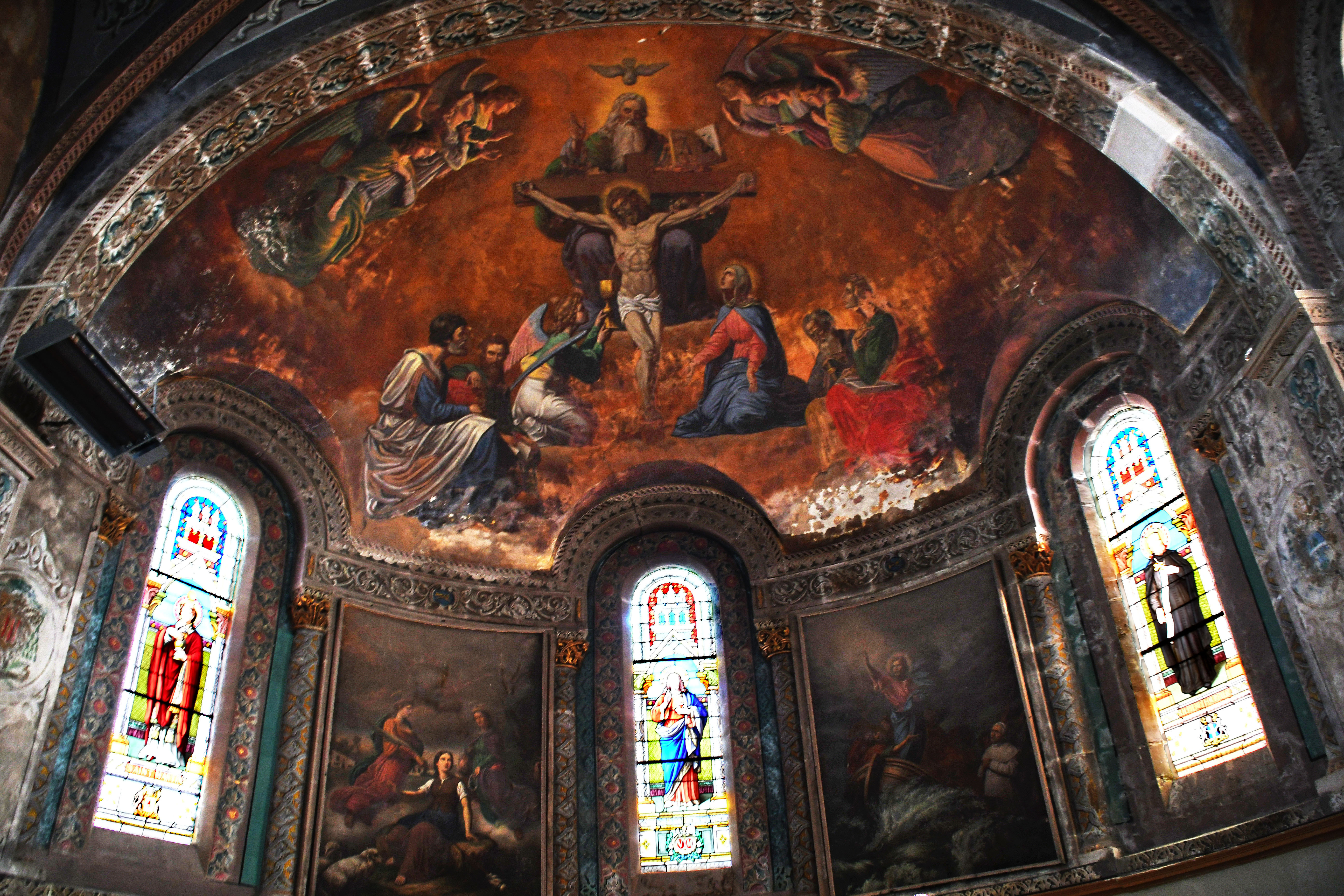
Le chœur de l'église.
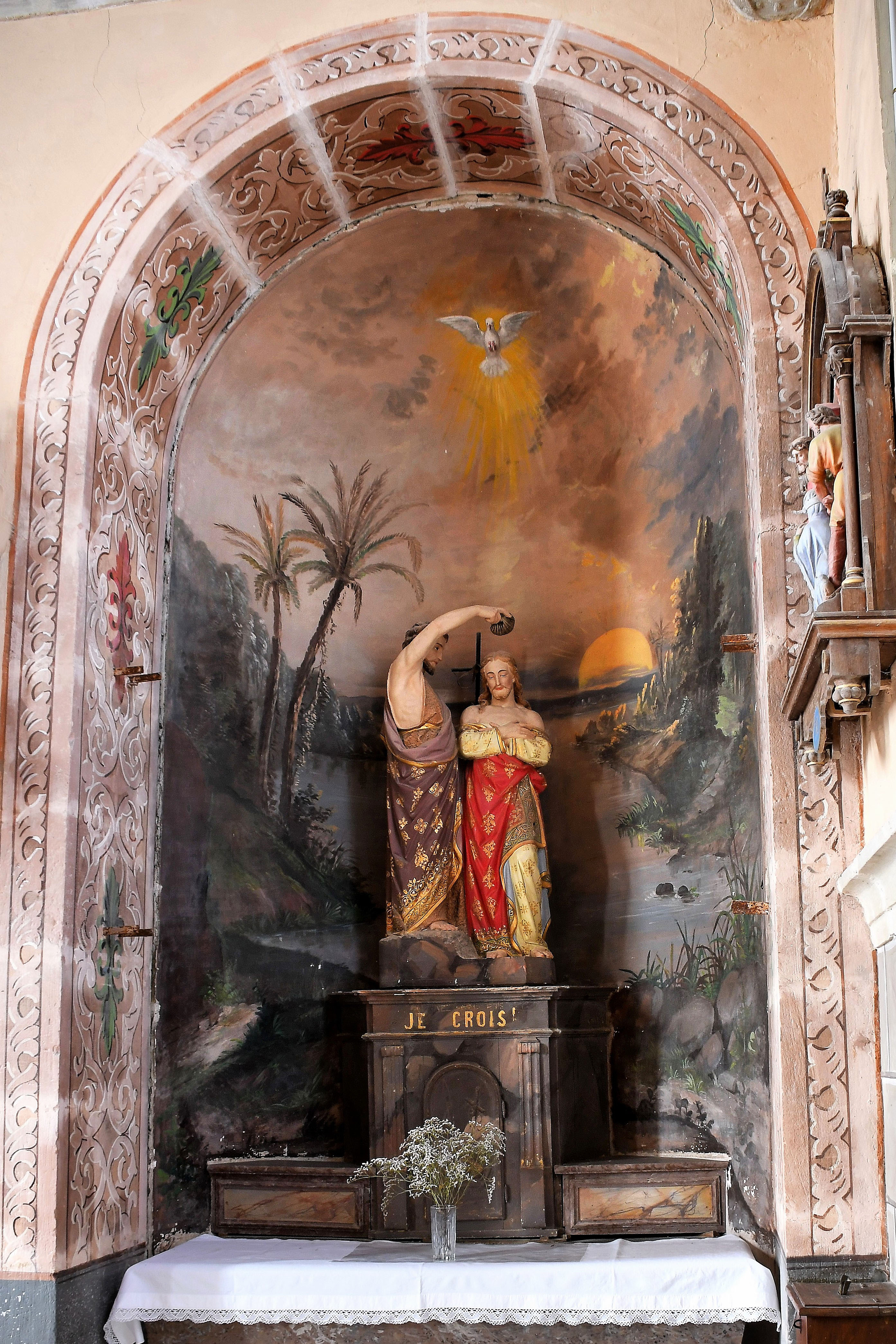
Baptême du Christ.
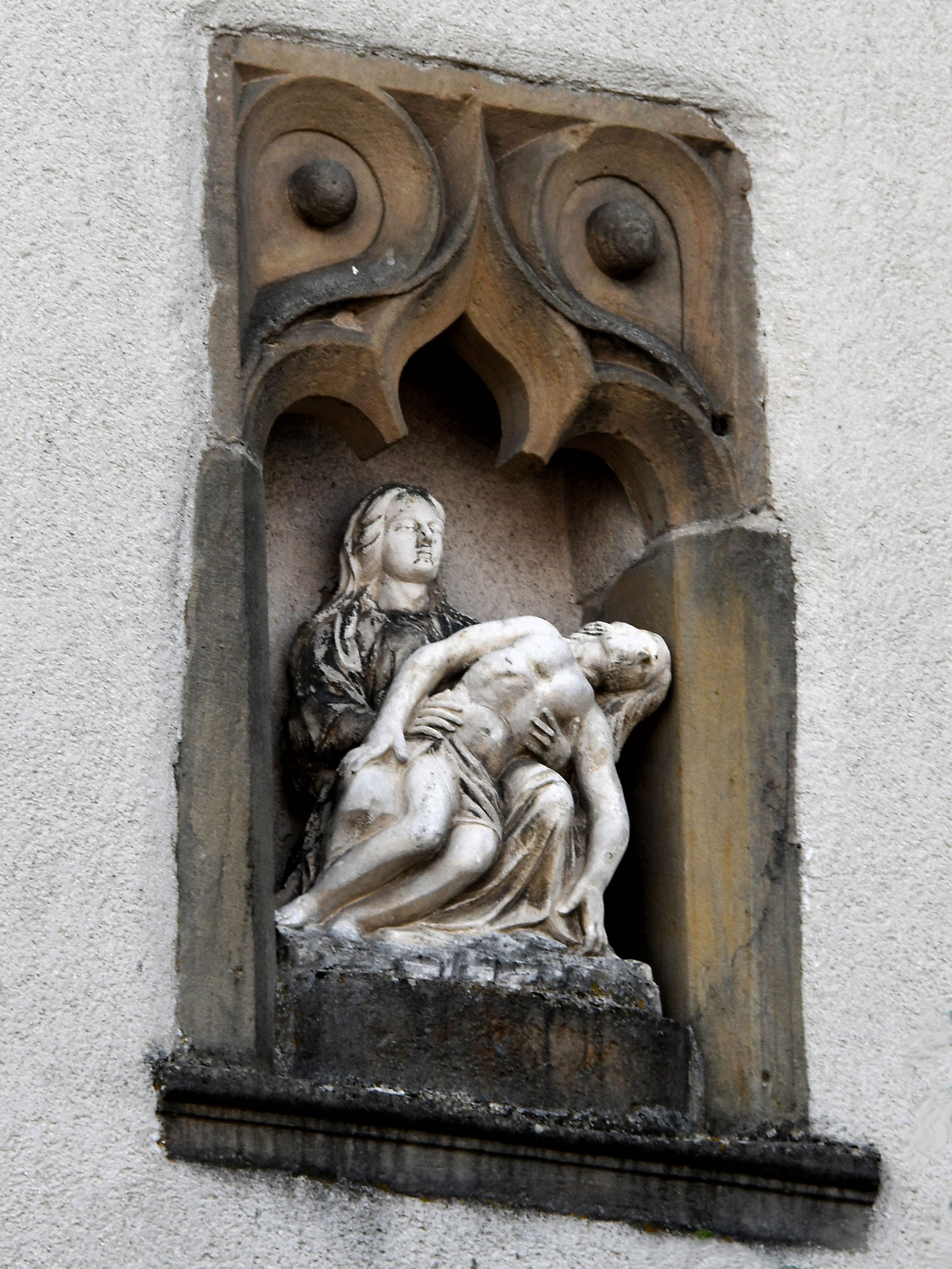
Niche mur latéral.
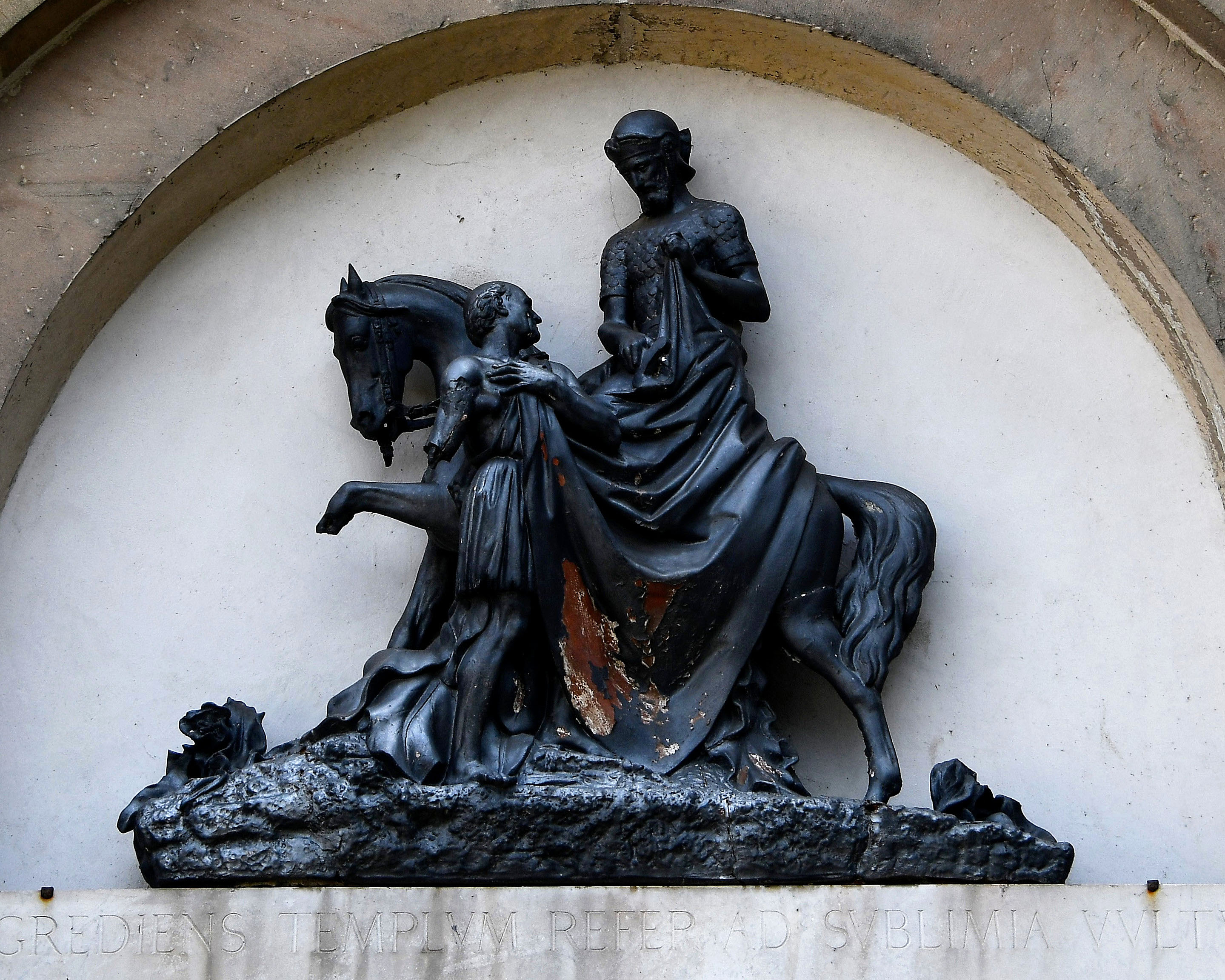
Saint Martin.
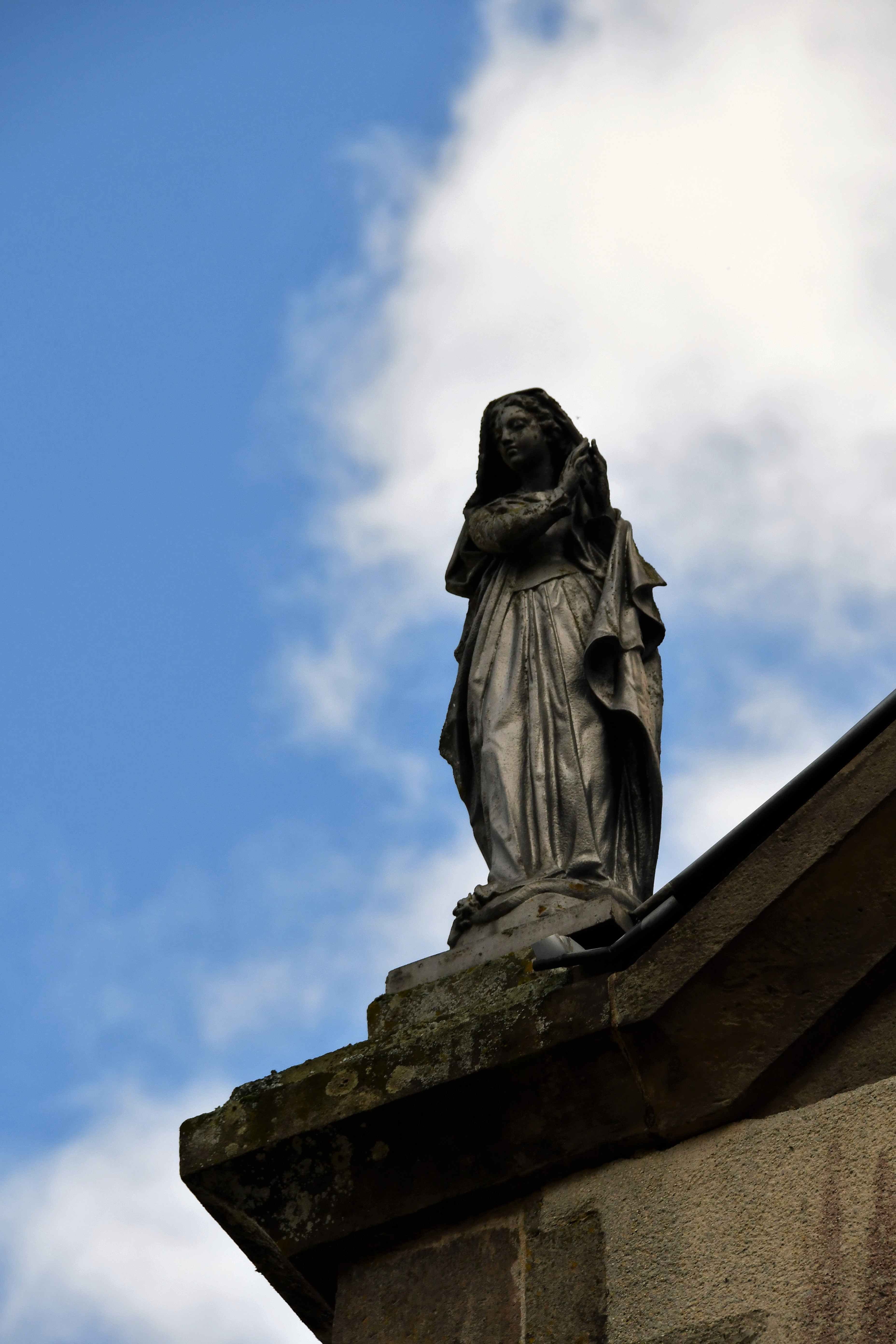
Apparition de la Vierge.
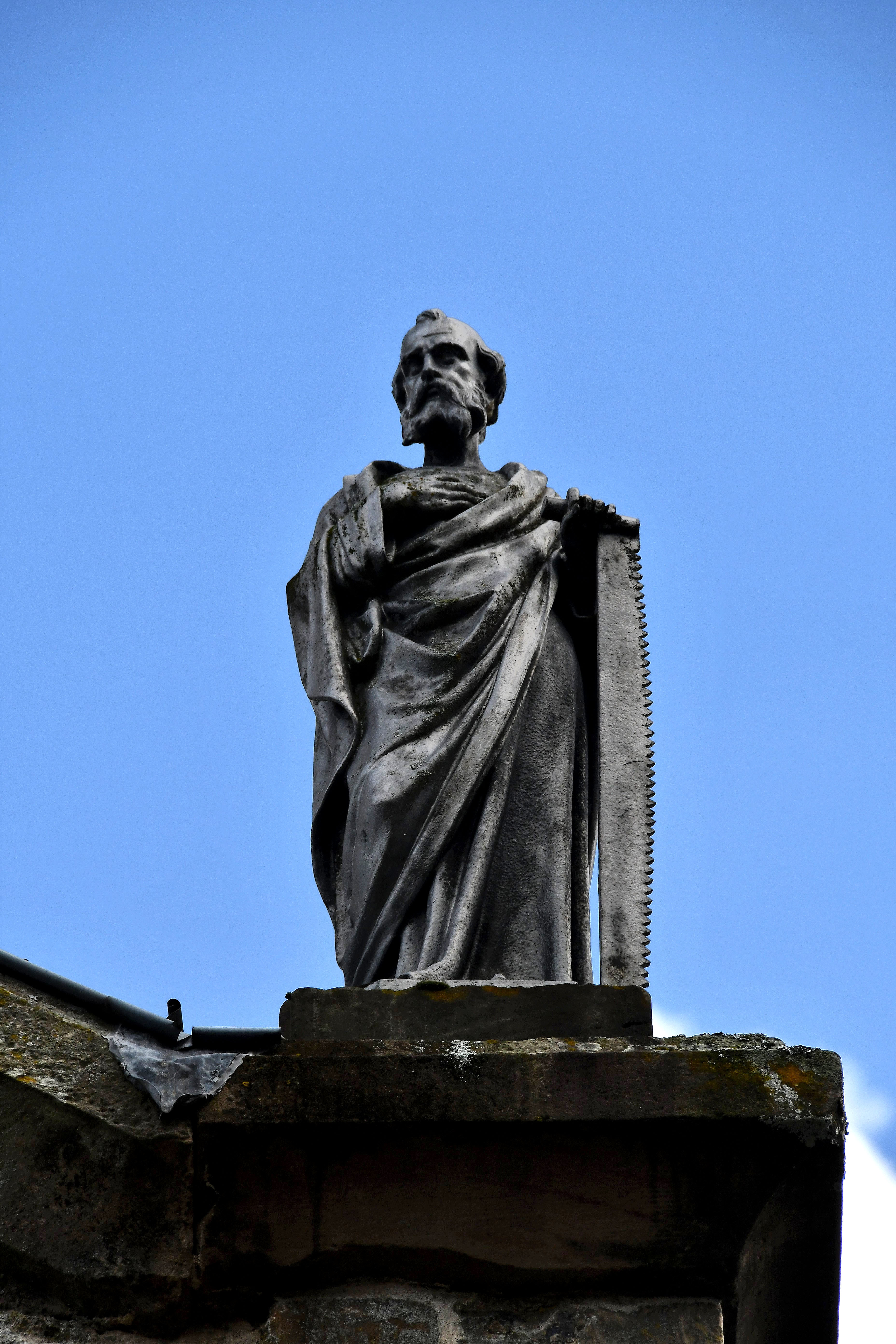
St Joseph.
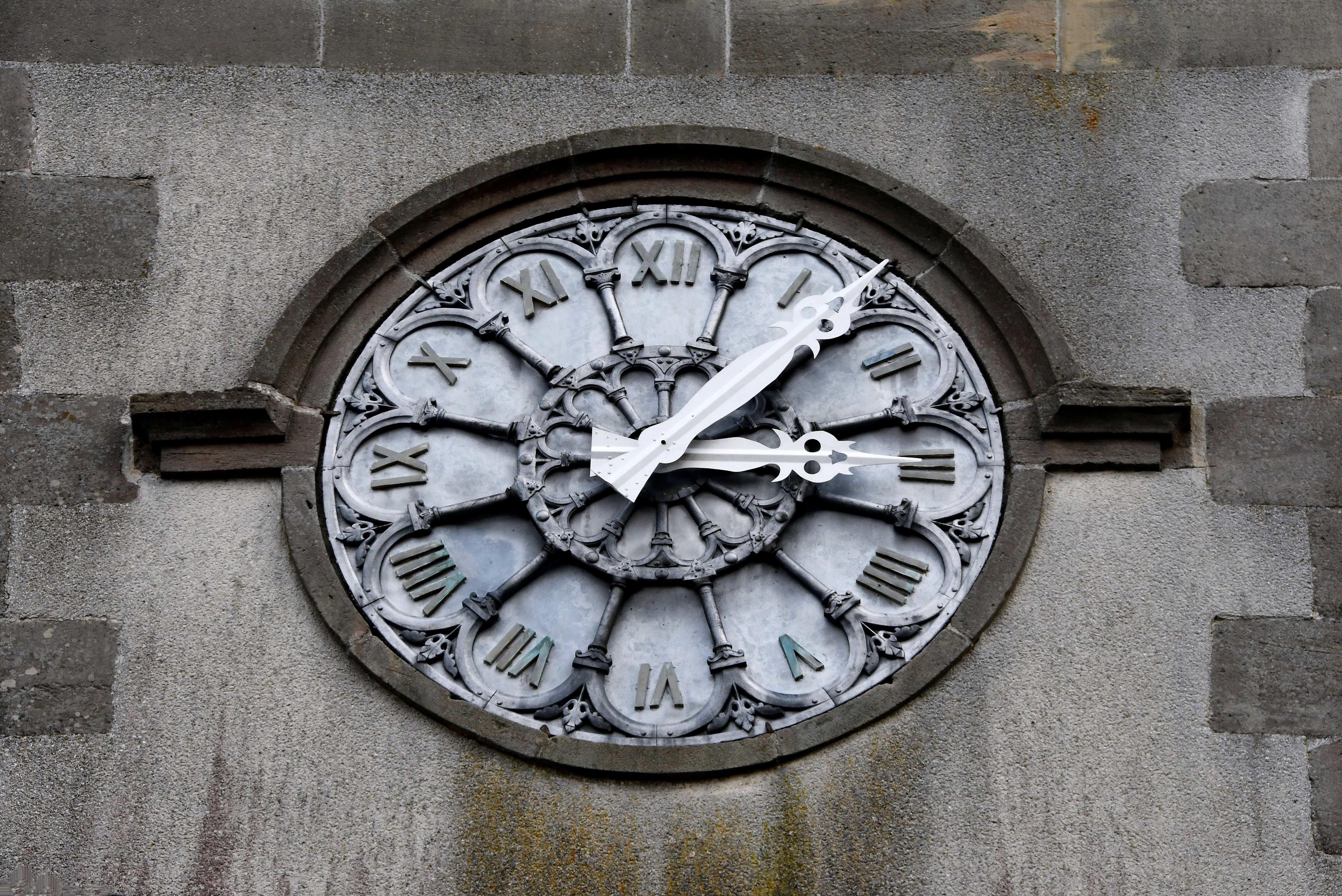
Horloge église.
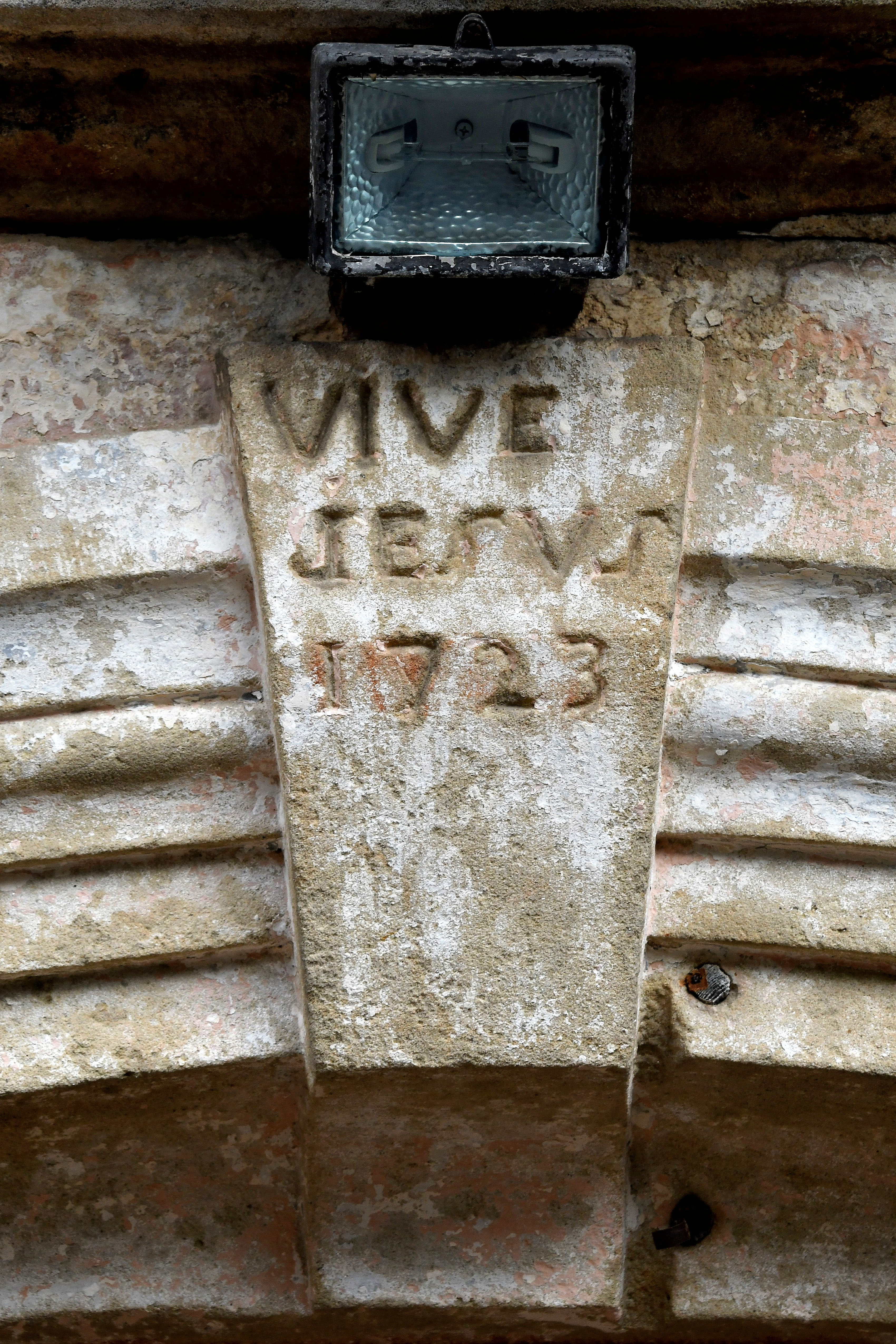
Ancien presbytère.

- Le château de Monthureux-le-Sec[23],[24].
- L'église Saint-Martin[25].

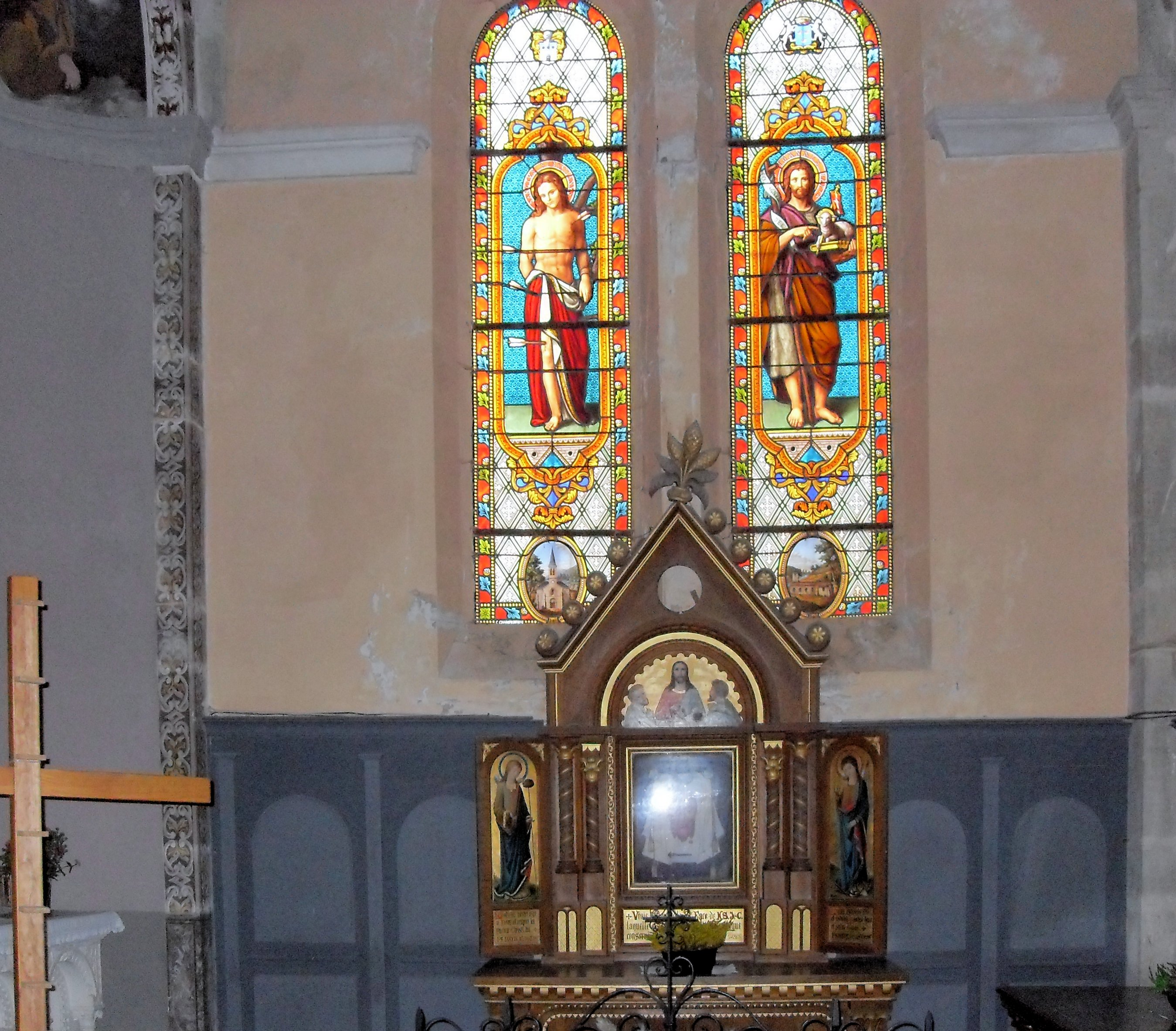
Autel latéral de l'église Saint-Martin.

C'est à l'Abbé Victor Mourot que l'on doit la reconstruction de l'église, de style romain, avec une orientation différente de la précédente. La première pierre a été posée le 22 avril 1878.
Au-dessus de l'entrée, une représentation de Saint Martin, patron de la paroisse, coupant son manteau pour le partager avec un pauvre.
Aux extrémités de la corniche, deux statues, celle de la Vierge et de Saint Joseph.
Sur un mur latéral, dans une niche, la Vierge portant dans ses bras le Christ mort.
À l'intérieur, sur les côtés de l'entrée, apparition de la Vierge à Lourdes et Baptême du Christ dans le Jourdain par Jean le Baptiste.
Dans le chœur de l'église, fresque de la Trinité réalisée par m. Klein de l'école D'Ouerbecq. À la base deux tableaux représentants Jeanne d'Arc et la tempête apaisée avec à genoux la présence d'un pape.
On remarquera que dans un vitrail figure la représentation de l'ancienne église.
- À l'extérieur, le dessus de l'entrée de l'ancien presbytère porte la date de 1723.
- Monument aux morts et plaque commémorative[26],[27].
- Patrimoine architectural rural recensé par le service régional de l'Inventaire général du patrimoine culturel[28] : Fermes, maisons.
- Fresque de Martine Sauvageot, s’inspirant de trois cartes postales du village sur une façade de la mairie[29].

## Politique et administration
| Période                                  | Période                       | Identité        | Étiquette | Qualité |
| ---------------------------------------- | ----------------------------- | --------------- | --------- | ------- |
| Les données manquantes sont à compléter. |                               |                 |           |         |
| avant mars 2001                          | En cours (au 18 février 2015) | Bernard Pothier |           |         |

### Budget et fiscalité 2022

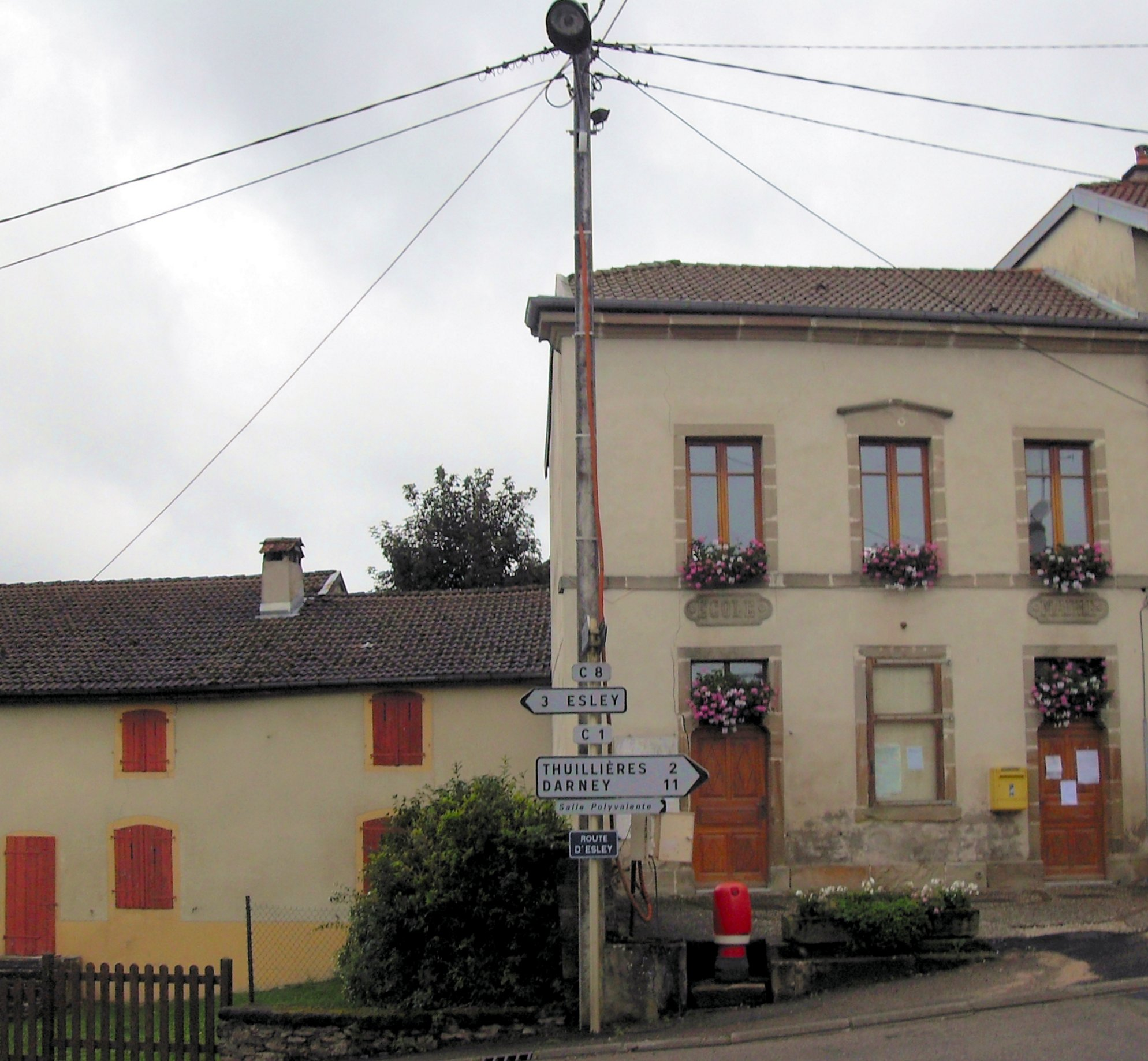
Mairie-école.

En 2022, le budget de la commune était constitué ainsi :
- total des produits de fonctionnement : 239 000 €, soit 1 420 € par habitant ;
- total des charges de fonctionnement : 164 000 €, soit 978 € par habitant ;
- total des ressources d'investissement : 180 000 €, soit 1 071 € par habitant ;
- total des emplois d'investissement : 108 000 €, soit 645 € par habitant ;
- endettement : 45 000 €, soit 269 € par habitant.

Avec les taux de fiscalité suivants :
- taxe d'habitation : 29,11 % ;
- taxe foncière sur les propriétés bâties : 45,19 % ;
- taxe foncière sur les propriétés non bâties : 20,75 % ;
- taxe additionnelle à la taxe foncière sur les propriétés non bâties : 38,75 % ;
- cotisation foncière des entreprises : 25,66 %.

Chiffres clés Revenus et pauvreté des ménages en 2021 : médiane en 2021 du revenu disponible, par unité de consommation : 23 480 €.

## Économie

### Entreprises et commerces

#### Agriculture
- Culture de fruits à pépins et à noyau.
- Élevage de vaches laitières.
- Élevage d'autres bovins et de buffles.
- Élevage d'ovins et de caprins.
- Élevage de porcins.

#### Tourisme
- Hébergements et restauration à Dombasle-devant-Darney, Contrexéville, Claudon, Rouvres-en-Xaintoix.

#### Commerces
- Commerces et services de proximité.

## Population et société

### Démographie

#### Évolution démographique
L'évolution du nombre d'habitants est connue à travers les recensements de la population effectués dans la commune depuis 1793. Pour les communes de moins de 10 000 habitants, une enquête de recensement portant sur toute la population est réalisée tous les cinq ans, les populations de référence des années intermédiaires étant quant à elles estimées par interpolation ou extrapolation. Pour la commune, le premier recensement exhaustif entrant dans le cadre du nouveau dispositif a été réalisé en 2006.

En 2022, la commune comptait 174 habitants, en évolution de +10,13 % par rapport à 2016 (Vosges : −2,96 %, France hors Mayotte : +2,11 %).
| 1793 | 1800 | 1806 | 1821 | 1831 | 1836 | 1841 | 1846 | 1856 |
| ---- | ---- | ---- | ---- | ---- | ---- | ---- | ---- | ---- |
| 491  | 526  | 508  | 528  | 590  | 606  | 614  | 606  | 499  |

| 1861 | 1866 | 1876 | 1881 | 1886 | 1891 | 1896 | 1901 | 1906 |
| ---- | ---- | ---- | ---- | ---- | ---- | ---- | ---- | ---- |
| 507  | 438  | 442  | 382  | 357  | 332  | 299  | 283  | 265  |

| 1911 | 1921 | 1926 | 1931 | 1936 | 1946 | 1954 | 1962 | 1968 |
| ---- | ---- | ---- | ---- | ---- | ---- | ---- | ---- | ---- |
| 248  | 200  | 197  | 203  | 212  | 204  | 220  | 207  | 183  |

| 1975 | 1982 | 1990 | 1999 | 2006 | 2011 | 2016 | 2021 | 2022 |
| ---- | ---- | ---- | ---- | ---- | ---- | ---- | ---- | ---- |
| 170  | 196  | 177  | 168  | 156  | 167  | 158  | 169  | 174  |

### Enseignement
Établissements d'enseignements :
- Écoles maternelles et primaires à Haréville, Vittel, Remoncourt, Les Vallois, Sans-Vallois, Valfroicourt.
- Collèges à Vittel, Contrexéville, Mandres-sur-Vair, Monthureux-sur-Saône, Dompaire.
- Lycées à Contrexéville, Mirecourt, Harol.

### Santé
Professionnels et établissements de santé :
- Médecins à Vittel, Remoncourt, Lerrain, Darney, Contrexéville.
- Pharmacies à Vittel, Remoncourt, Lerrain, Darney, Contrexéville.
- Hôpitaux à Vittel, Ville-sur-Illon.

### Cultes
- Culte catholique, Paroisse Saint-Basle-de-la-Plaine[38], Diocèse de Saint-Dié.

## Animation
- Troupe théâtrale du foyer rural, les AJT (Amateurs Joyeux de Théâtre)[39],[40].
- Exposition de poterie raku[41].
- Stages estivales de pratique théâtrale[42]

## Personnalités liées à la commune
- Jean Charlin, dit Jean de Montreuil (1354-1418), homme d'État et humaniste.
- Célestin Gérard, inventeur du machinisme agricole.

## Pour approfondir